# Zarmina
Cet article concerne le prénom. Pour la planète, voir Zarmina (planète).
Zarmina est un prénom féminin.
L'exoplanète Gliese 581 g (constellation de la Balance) a été surnommée ainsi par son découvreur Steve Vogt d’après le prénom de sa femme.